# Гергард Крузе
Гергард Крузе (нім. Gerhard Kruse; 1 грудня 1918 — 11 квітня 1945) — німецький офіцер, майор резерву вермахту (1 серпня 1944). Кавалер Лицарського хреста Залізного хреста з дубовим листям.

## Біографія
Учасник Польської і Французької кампаній, а також Німецько-радянської війни. Більшу частину війни провів у лавах 48-го піхотного (гренадерського) полку 12-ї піхотної дивізії, командував 6-ою ротою, з 1944 року — 1-го, потім 2-го батальйону. В липні 1944 року дивізія була розгромлена під Гродно, а наступного місяця відновлена. Брав участь у наступі в Арденнах. Потрапив в Рурський котел, де й загинув.

## Нагороди
- Залізний хрест
  - 2-го класу (6 жовтня 1939)
  - 1-го класу (3 вересня 1941)
- Нагрудний знак «За поранення»
  - в чорному (10 червня 1940)
  - в золоті (29 лютого 1944)
- Медаль «За зимову кампанію на Сході 1941/42» (3 серпня 1942)
- Штурмовий піхотний знак в сріблі (23 вересня 1942)
- Німецький хрест в золоті (10 червня 1943)
- Лицарський хрест Залізного хреста з дубовим листям
  - лицарський хрест (23 лютого 1944)
  - дубове листя (№534; 27 липня 1944)
- Почесна застібка на орденську стрічку для Сухопутних військ (5 березня 1945)